# ويليام إتش. ووكر
ويليام إتش. ووكر هو سياسي كندي، ولد في 25 يوليو 1847 في Ayrshire ‏ في المملكة المتحدة، وتوفي في 25 يونيو 1913 في غودمانشستر في كندا. نشط حزبياً في حزب كيبيك الليبرالي. وقد انتخب عضو الجمعية الوطنية في كيبك ‏.